# Daniel Schneidermann
Daniel Schneidermann (Parigi, 5 aprile 1958) è un giornalista e blogger francese.
Si dedica in particolare all'analisi dell'immagine televisiva; scrive principalmente in rubriche fisse (in passato su Le Monde e successivamente su Libération) e appariva nel programma Arrêt sur images (Sentenza su immagini) diffuso dalla rete televisiva France 5 fino al giugno 2007.

## Biografia
Dopo essere passato dal Centre de formation des journalistes, Schneidermann entra nel 1981 alle dipendenze del quotidiano Le Monde, dove diviene inviato speciale nel 1983. Nel 1992 inizia a pubblicare rubriche giornaliere sul tema della televisione. In esse critica il modo in cui la televisione presenta l'informazione e influenza il pubblico, nella scia della critica televisiva avviata trent'anni prima da autori quali François Mauriac e Morvan Lebesque (cfr. il testo L'Œil critique - Le journaliste critique de télévision, di Jérome Bourdon e JM Frodon).
Nel 1995 il successo delle sue rubriche scritte gli consente di ideare su France 5 il programma settimanale Arrêt sur images, di cui è al contempo produttore e animatore. Nel primo anno di conduzione lo affianca la giornalista Pascale Clark. Il programma affronta il tema dell'immagine e il discorso televisivi e, con l'aiuto di cronisti e giornalisti, analizza le derive e i successi del discorso mediatico. Benché France 5 sostenga la libertà d'espressione e nonostante una crescita dell'audience prossima al milione e mezzo di telespettatori, con la comparsa del digitale terrestre la catena televisiva decide di non ritrasmettere Arrêt sur images.
Il programma di Schneidermann cerca anche di sviluppare un'autocritica in relazione con Internet - fenomeno raro nel mondo televisivo francese. A scadenza mensile la forumista incaricata di seguire i dibattiti dei telespettatori sul Forum del programma Archiviato il 17 settembre 2008 in Internet Archive. trasmette al conduttore le principali critiche espresse dagli internauti che partecipano al forum.
Dal 2002 il giornalista si trova a dover fronteggiare una difficile relazione con la catena TF 1. Tale situazione fa seguito alla presenza sul palco di Arrêt sur images di un vecchio corrispondente di TF 1, Alain Chaillou, invitato a esprimersi sulla chiusura di alcuni uffici all'estero e del debole interesse della catena televisiva nei confronti dell'attualità internazionale.
Il suo ultimo dissidio con France 5 data del settembre 2003, quando Schneidermann riesce a imporre la diffusione di un documento dedicato al trattamento mediatico dell'Affaire Allègre, in sostituzione del suo programma. Continua a curare su Le Monde le sue rubriche, ora settimanali, ma in ottobre è licenziato dopo la pubblicazione del suo libro Le cauchemar médiatique, nel quale deplora che la direzione di Le Monde non risponda alle critiche indirizzatele dagli autori del libro La face cachée du Monde. Nell'ultimo articolo della sua rubrica (Une chronique à la mer) esprime sorpresa e delusione per essere stato sanzionato da un quotidiano che si dice modello di trasparenza. Diventa quindi cronista dei media con una rubrica pubblicata ogni venerdì su Libération, quotidiano di cui aveva sbeffeggiato il redattore Serge July nel 1989 nel suo libro Où sont les caméras ?, rimproverandogli in particolare di aver «rivoltato la casacca».
Schneidermann manifesta anche interesse per l'analisi di Internet quale fonte d'informazione, in particolare attraverso il diffondersi dei blog e di Wikipédia. Nel 2005, con David Abiker e Judith Bernard, crea il Big Bang Blog, sul quale può esprimere idee che altrimenti non troverebbero spazio nelle sue rubriche o nei suoi programmi televisivi, e sul quale può difendersi dalle critiche di cui ritiene di essere stato fatto oggetto.
Il 6 luglio 2005 Patrick de Carolis è eletto presidente di France Télévisions dal Consiglio superiore dell'Audiovisuale (CSA). Schneidermann rammenta allora sul suo blog che il suo nuovo dirigente, nel corso del programma Des racines et des ailes, aveva trasmesso un reportage falsificato nel quale un semplice addestramento della CRS (Compagnie républicaine de sécurité, un corpo di polizia con funzioni antisommossa e di protezione civile) era stato presentato come documento dal vivo. Con questo gesto Schneidermann spiega di voler «verificare lo spazio della mia bolla di ossigeno».
Nel gennaio 2006, sotto lo pseudonimo di David Serge, pubblica presso le Éditions Robert Laffont Les langues paternelles. Sul suo blog il giornalista rivela nel maggio dello stesso anno di essere l'autore di questo testo dai toni e i contenuti lontani dal suo abituale ambito di lavoro.
In febbraio Arrêt sur images diffonde le immagini censurate dal canale M6 in un'inchiesta del periodico Capital sulla Française des jeux (azienda pubblica detentrice del monopolio delle lotterie in Francia) per paura di perdere quell'importante cliente commerciale. La sua trasmissione assume in questa vicenda il ruolo di garante della libertà di espressione dei giornalisti.
In aprile Schneidermann trascrive sul suo blog una conversazione con Arlette Chabot, furibonda a seguito di una puntata di Arrêt sur images in cui si metteva in dubbio l'imparzialità delle informazioni divulgate da Béatrice Schönberg, presentatrice del notiziario di France 2 (la rete pubblica francese del cui notiziario A. Chabot è direttrice di redazione), dopo il suo matrimonio con il ministro in carica Jean-Louis Borloo. Il fatto che A. Chabot fosse in possesso della registrazione di una trasmissione non ancora andata in onda porta Schneidermann a ritenere che «una linea rossa sia stata superata». In seguito a questa vicenda vari media hanno predetto la chiusura del programma (Paris Match, Le Point, L'Express, Europe 1). Una smentita è stata redatta da Claude-Yves Robin, direttore di France 5, e diffusa da AFP (Agence France-Presse, l'agenzia di stampa francese) il 19 aprile.

## Polemiche
Schneidermann, critico dei media, è stato a sua volta al centro di varie polemiche, sia a titolo personale, sia a causa del suo programma Arrêt sur images.

### Pierre Bourdieu
Una puntata di Arrêt sur images (20 gennaio 1996) fu oggetto di polemica con il sociologo Pierre Bourdieu, invitato assieme ai giornalisti Jean-Marie Cavada e Guillaume Durand. Pierre Bourdieu ritenne che nel corso dell'emissione non gli era stato consentito di esprimersi pienamente e confermò la sua precedente idea che «non è possibile criticare la televisione in televisione», ciò che Schneidermann ritenne a sua volta indice di una cattiva conoscenza dei meccanismi audiovisivi. Nel 1996 Bourdieu pubblica il suo libro Sur la tèlèvision, al quale Schneidermann risponde tre anni dopo pubblicando Du journalisme après Bourdieu.
Nel film Enfin pris il giornalista Pierre Carles, partigiano e collaboratore part-time di Schneidermann, dà a quest'ultimo il ruolo del personaggio centrale della sua storia, sospettato di parzialità e di aver rinnegato le proprie idee. Il regista si basa in primo luogo sulle immagini della puntata televisiva con Pierre Bourdieu e nota che, in seguito, il presidente del consiglio di amministrazione e amministratore delegato di Vivendi Jean-Marie Messier fu invitato in una puntata di Arrêt sur images da solo, mentre a Bourdieu fu imposta la condizione che accettasse il contraddittorio.

### Licenziamento da Le Monde
In occasione della controversia sul libro La face cachée du Monde di Pierre Péan e Philippe Cohen, Schneidermann critica nel suo Le cauchemar médiatique la reazione della direzione del quotidiano, giudicando che questa non rispondeva alle argomentazioni del suo libro. I dirigenti di Le Monde lo licenziano nell'ottobre 2003 per «causa reale e seria»: secondo la loro tesi un passaggio del libro di Schneidermann è «lesivo all'azienda per la quale lavora». Il giornalista porta il quotidiano davanti al conseil des prud'hommes (istituto giudiziario che tratta cause relative al diritto del lavoro) di Parigi, che gli dà ragione nel maggio 2005. Le Monde ricorre in appello contro questa decisione.
D'altra parte, Schneidermann licenzia nel 2003 un'impiegata di Arrêt sur images e animatrice del forum Internet, alla quale rimprovera un comportamento contrario ai principi della trasmissione. Il licenziamento è giudicato dalla stessa corte abusivo poiché sprovvisto di causa reale e seria, il 20 maggio 2005.

### Accuse di plagio
Schneidermann pubblica nel 2000 Les folies d'Internet, che riprende una serie di articoli scritti durante l'estate per Le Monde. Alcuni autori di siti web lo accusano di plagio per aver usato testi provenienti dai loro siti senza che ne fosse citata la fonte. Il giornalista si difende sostenendo che il ragguardevole numero di fonti rendeva impossibile una loro sistematica citazione esplicita.

## Rapporto con Wikipedia
In un esperimento mirato a testare la capacità di Wikipedia nel tollerare un discorso critico rivolto al suo indirizzo e a osservare la redazione collettiva degli articoli, Schneidermann introduce in questo stesso testo (nella redazione originale francese) le frasi seguenti:
(Daniel Schneidermann)
Nello stesso articolo  si rivolge all'autore dell'articolo di Wikipedia in questi termini:
(Daniel Schneidermann)

## Citazioni
A proposito delle dispute mediatiche:
(Le Cauchemar médiatique, 2003)